# Kairiai
Kairiai är en ort i Litauen. Den ligger i den centrala delen av landet, 180 km nordväst om huvudstaden Vilnius. Kairiai ligger 105 meter över havet och antalet invånare är 1 158.
Terrängen runt Kairiai är platt. Runt Kairiai är det ganska glesbefolkat, med 39 invånare per kvadratkilometer. Närmaste större samhälle är Šiauliai, 7,5 km väster om Kairiai. Omgivningarna runt Kairiai är en mosaik av jordbruksmark och naturlig växtlighet.